# 福岡誠志
福岡 誠志（ふくおか さとし、1975年〈昭和50年〉6月16日 - ）は、日本の地方政治家。広島県三次市長（2期）。元三次市議会議員（5期）。2024年度 広島修道大学特別客員教授。
衆議院議員、旧三次市長を歴任した福岡義登は祖父。

## 来歴
- 1975年（昭和50年）6月16日：広島県三次市生まれ。
- 1988年（昭和63年）4月：三次市立十日市小学校卒業[3]。
- 1991年（平成3年）
  - 3月：三次市立十日市中学校卒業[3]。
  - 4月：広陵高等学校入学。野球部に入部
- 1992年（平成4年）3月：同校野球部は第64回選抜高等学校野球大会に出場。福岡はその後キャプテンを経験[4]。
- 1998年（平成10年）
  - 3月：広島国際学院大学卒業。
  - 4月：湧永製薬に入社、広島事務所に勤務。
- 2001年（平成13年）5月：三次市議会議員（旧市）に立候補し初当選。
- 2003年（平成15年）
  - 4月：広島県議会議員選挙に無所属で立候補するも、自民党現職の杉原秀明に敗れ落選。
  - 9月：広島修道大学大学院（法学研究科国際政治学専攻）に入学。
- 2004年（平成16年）4月18日：合併に伴って行われた三次市議会議員選挙・三次選挙区に立候補し当選。
- 2005年（平成17年）9月：広島修道大学大学院修了。
- 2008年（平成20年）4月：三次市議会議員再選(3期目)。以後2018年10月(5期目)まで副議長、予算決算常任委員長、教育民生常任委員長などを歴任。
- 2018年（平成30年）10月1日：三次市議会議員を辞職[5]。
- 2019年（平成31年）4月21日：三次市長選挙に立候補（自由民主党推薦）。現職の増田和俊を302票の僅差で破り、初当選[6]。
- 2023年（令和5年）4月16日：三次市長選挙に無投票で再選[7]。